# Леслі Буш
Леслі Буш (англ. Lesley Bush; нар. 17 вересня 1947) — американська стрибунка у воду.
Олімпійська чемпіонка 1964 року, учасниця 1968 року.
Переможниця Панамериканських ігор 1967 року.